# Fægtning under sommer-OL 2016 – Fleuret (herrer)
Mændenes konkurrence i fleuret ved sommer-OL 2016 i Rio de Janeiro blev afholdt den 7. august på Carioca Arena 3. Medaljerne blev præsenteret af Paul Tergat, IOC medlem, Kenya og Donald Anthony Jr. medlem af direktionen for FIE.